# بيل كوبر
بيل كوبر (بالإنجليزية: Bill Cooper)‏ هو محامي وسياسي أمريكي، ولد في 3 يونيو 1933 في الولايات المتحدة. حزبياً، نشط في الحزب الديمقراطي. وقد انتخب عضو مجلس نواب جورجيا.